# Чернышено (Козельский район)
Чернышено — село в Козельском районе Калужской области. Входит в состав Сельского поселения «Село Чернышено».
Расположено примерно в 24 км к югу от города Козельск.

## История
Деревянная церковь Бориса и Глеба была построена в селе в 1780 году на средства прихожан. Усадьба в Чернышино с 1794 и по 1830 год принадлежала помещикам Охотниковым, в том числе отставному майору А. А. Охотникову, отцу К. А. Охотникова.
В «Списке населенных мест Калужской губернии» за 1859 год Чернышено упоминается как владельческое село на Болховском тракте при ручьях Песочне и Алёшенке в 30 верстах от Боровска, в котором располагалась становая квартира и имелась православная церковь.
После реформ 1861 года вошло в Волосово-Звегинскуюю волость Козельского уезда.
В 1872 году Чернышинское имение перешло во владение А. Н. Вонлярского. При церкви в конце XIX — начале XX века существовала церковно-приходская школа. В 1905 была начата постройка новой каменной церкви, которая прекратилась в 1917 году. В середине XX века обе церкви были снесены. В усадьбе сохранились отдельные служебные и хозяйственные постройки и частично парк.

## Население
| 1859 | 1880 | 1892 | 1897 | 1913 | 2002 | 2010 |
| ---- | ---- | ---- | ---- | ---- | ---- | ---- |
| 752  | 774  | 974  | 900  | 1394 | 286  | 219  |